# ペスケ
ペスケ（イタリア語: Pesche）は、イタリア共和国モリーゼ州イゼルニア県にある、人口約1,700人の基礎自治体（コムーネ）。

## 地理

### 位置・広がり

#### 隣接コムーネ
隣接するコムーネは以下の通り。
- カルピノーネ
- イゼルニア
- ミランダ
- セッサーノ・デル・モリーゼ